# Philopotamus insularis
Philopotamus insularis är en nattsländeart som beskrevs av Mclachlan 1878. Philopotamus insularis ingår i släktet Philopotamus och familjen stengömmenattsländor. Inga underarter finns listade i Catalogue of Life.